# John Choi Young-su
John Choi Young-su (최영수 en coreano) (2 de marzo de 1942 - 31 de agosto de 2009) fue el arzobispo de Corea del Sur de la Archidiócesis de Daegu desde 2007 hasta 2009.
Young-su fue ordenado sacerdote el 6 de noviembre de 1970 y fue elevado a obispo auxiliar de la Archidiócesis de Daegu en 2000. Fue nombrado obispo coadjutor de Daegu el 3 de febrero de 2006.
Young-su se convirtió en arzobispo de la Archidiócesis de Daegu el 29 de marzo de 2007, sucediendo a Paul Ri Moun-hi. Él seguía siendo arzobispo hasta su dimisión el 17 de agosto de 2009 debido a problemas de salud. Young-su murió el 31 de agosto de 2009 a la edad de 67 años.